# Mroczeń (stacja kolejowa)
Mroczeń – stacja kolejowa w miejscowości Mroczeń, w województwie wielkopolskim, w powiecie kępińskim, w gminie Baranów, w Polsce.